# キリ・テ・カナワ
デイム・キリ・ジャネット・テ・カナワ（Dame Kiri Janette Te Kanawa, ONZ CH DBE AC, 1944年3月6日 - ）は、ニュージーランド出身のオペラ歌手、声楽家。

## 来歴
ギズボーン生まれ。誕生名はクレア・メアリー・テリサ・ローストロン（Claire Mary Teresa Rawstron）で、ヨーロッパ人とマオリ族の血を引いているが、生みの親は不明である。ごく幼いころにアイルランド人のネル（Nell）とマオリのトーマス・テ・カナワ夫妻の養女となる。
オークランドのセント・メアリーズ・カレッジにてオペラ指導者のデイム・シスター・メアリー・レオの指導を受ける。メゾソプラノ歌手として活動を始め、その後、ソプラノ歌手へ転身する。
モービル・ソング・クエストでジョン・コート・アリア賞を受賞。1965年に奨学金を得てロンドン・オペラ・センター（現在は廃校）へ留学し、ジェームス・ロバートソン、ヴェラ・ローサに師事。
1968年の『魔笛』（サドラーズウェルズ劇場）でデビュー。1969年のカムデン音楽祭でロッシーニの『湖上の美人』を歌い劇場デビューする。1971年の『フィガロの結婚』の伯爵夫人役にて成功をおさめ、以後、サンフランシスコ歌劇場、メトロポリタン歌劇場、スカラ座に出演。『オテロ』のデスデモーナ役でウィーン国立歌劇場デビューする。1981年に、チャールズ3世（当時皇太子）とダイアナ・スペンサーの結婚式に出席、祝いの歌を披露する。1984年にグラミー賞・最優秀オペラ録音賞を受賞。オペラ歌手としてパリ国立オペラ、シドニーオペラハウス、ミュンヘン歌劇場、ケルン歌劇場ほかに出演。
男性でいう勲位（ナイト）の女性版である大英帝国勲章（デイム・コマンダー）を授けられ、ニュージーランド勲章、オーストラリア勲章も授与されている。2006年にヴィクトリア大学ウェリントンより名誉博士号（音楽学）を授与されている。
1991年、ラグビーワールドカップのテーマ曲である『ワールド・イン・ユニオン』（World In Union）を歌う。この曲はグスターヴ・ホルストの組曲『惑星』第4曲「木星－快楽をもたらすもの」の中間部[Andante Maestso]に独自の歌詞をつけたもの。
2004年にサミュエル・バーバーの歌劇『ヴァネッサ』を最後にオペラ歌手を引退する。オペラ歌手引退後も引き続きイギリスを中心に、リサイタル、コンサートへ出演をしている。オペラのほか、オーケストラとの共演、収録CDを多数発表している。
2013年9月に来日し、東京都中野区のなかのZERO大ホールで、9月10日に開催された東京国際コンサートに出演した。
2013年放送の『ダウントン・アビー』シーズン4に、オーストラリア出身の歌手ネリー・メルバ役で出演した。
2017年9月に引退を表明。

## 私生活
- 1967年にデスモンド・パークと結婚し、2人の養子アントニアとトーマスを育てるも、1997年に離婚した。
- キリ・テ・カナワ基金を設立し、ニュージーランド人の音楽家育成に資金を提供している。